# 小澤良太
小澤 良太（おざわ りょうた、1972年8月3日 - ）は、テレビ北海道のアナウンサー。

## 来歴
鹿児島県鹿児島市出身。血液型AB型。父は南日本放送のアナウンサー・小澤達雄。
1997年に開局したばかりの高知さんさんテレビに入社。同期に藤田ゆみ子、辻史子、沖田総平がいる。
2004年6月1日にテレビ北海道へ移籍。

## 現在の担当番組
- TVhファイターズ中継（実況担当・リポーター）
- その他のスポーツ中継（Jリーグ・スキージャンプ・スノーボードなど）
- けいざいナビHOKKAIDO （ナビゲーター・ナレーター）
- らっぴぃ通信
- コンサにアシスト! （取材担当・ナレーター）
- TVh道新ニュース（月曜・火曜・金曜キャスター）
- スイッチン!

## 過去の担当番組

### 高知さんさんテレビ
- SUNSUNスーパーニュース（キャスター）
- 山村美紗サスペンス 赤い霊柩車シリーズ第17作「毎月の脅迫者」（2003年6月13日）

### テレビ北海道
- おばんでスタ! （キャスター）